# Státní bezpečnost
Státní bezpečnost (StB) var Tjeckoslovakiens hemliga polis från 1945 till 1990. StB sysslade med underrättelseverksamhet och kontraspionage och sökte avslöja antikommunistiska krafter.